# 巴托洛梅
巴托洛梅是德国巴登-符腾堡州的一个市镇。总面积20.75平方公里，总人口2141人，其中男性1034人，女性1107人（2011年12月31日），人口密度103人/平方公里。